# Афанасій Савинський
Афанасій Савинський (1765—1811) — український релігійний діяч на Гетьманщині. Випускник Переяславської духовної семінарії і Київської духовної академії, соборний монах Києво-Печерської лаври.

## Життєпис
Народився у 1765 році на Гетьманщині. Освіту отримав у Переяславській духовній семінарії і Київській духовній академії. 
Після закінчення навчання, з 1787 по 1799 рік Савинський був викладачем у Переяславській духовній семінарії.
1 березня 1799 року Савинський постригся у ченці з ім'ям Афанасій і у тому ж році був висвячений на  ієродиякона та ієромонаха, був членом семінарського правління і бібліотекарем. 

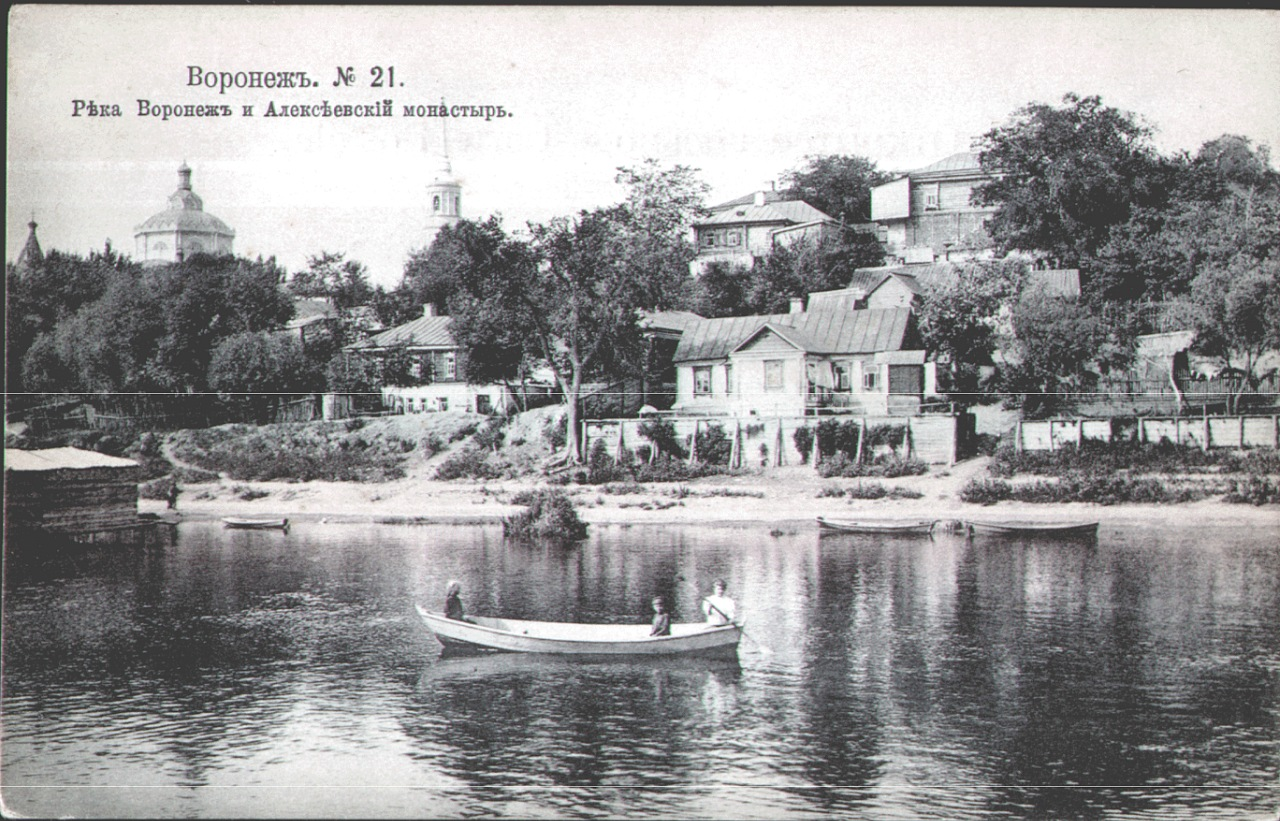
Олексієво-Акатів монастир

24 червня 1799 року Афанасій Савинський був призначений соборним ієромонахом Києво-Печерської лаври, а у 1800 році учителем в Олександро-Невську академію (нині Санкт-Петербурзька духовна академія), катехізатором і соборним ієромонахом Олександро-Невської лаври. 
23 липня 1801 року Афанасій Савинський був переведений у Новгородську духовну семінарію префектом та ігуменом Кирилово-Новгородського монастиря, а на початку 1804 року був зведений у сан архімандрита Новгородського Антонієвого монастиря і призначений ректором семінарії. У цьому ж році він захворів і був звільнений на спокій у полтавський архієрейський дім. 
Після одужання, з 1806 року, Афанасій Савинський викладав Святе Письмо у Полтавській духовній семінарії, а з 17 січня 1807 року був настоятелем Олексієво-Акатового монастиря і ректором Воронезької духовної семінарії. 
За відгуками сучасників, отець Афанасій прославився, як красномовний проповідник; з проповідей його відомі дві: «Слово з нагоди жалування грамоти шляхті» і «Слово перед вибором суддів» (Москва, 1810).
Афанасій Савинський помер 22 грудня 1811 року.